# セプティミウス・オダエナトゥス

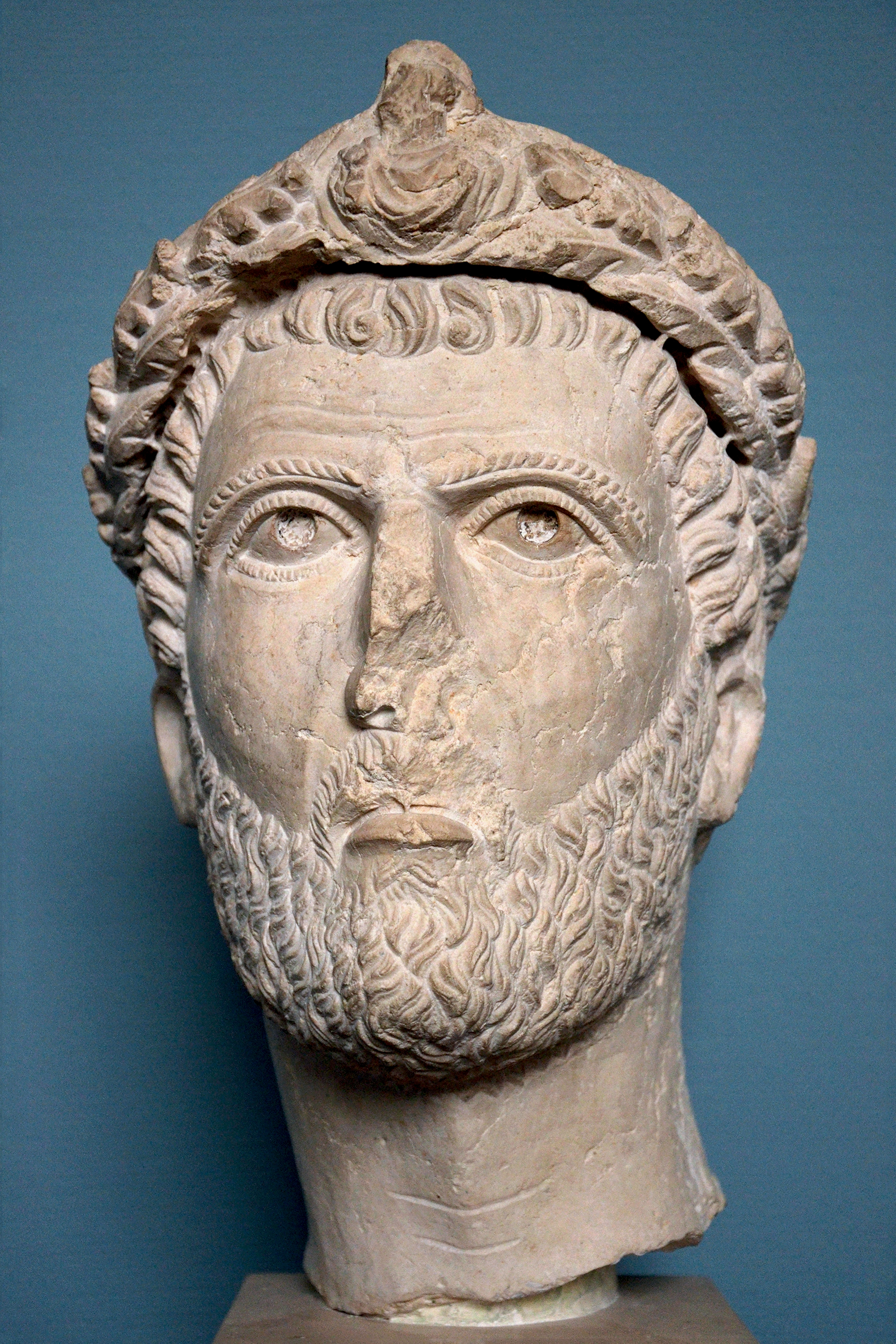
セプティミウス・オダエナトゥス

セプティミウス・オダエナトゥス（ラテン語: Septimius Odaenathus、？ - 267年）は、通商都市パルミラを根拠地としてローマ帝国の東方属州を統括していた人物。のちのパルミラ帝国の原型を作った。氏族名は「オダエナトゥス」以外に、「オデナトゥス」「オーデナサス」とも表記される。

## 生涯
オダエナトゥスの氏族名（ノーメン）からも表されるように、オダエナトゥスの祖先はセウェルス朝よりローマ市民権を得たと考えられ、190年代の内にパルミラ市に移り住んだとされる。
260年にエデッサの戦いでサーサーン朝がウァレリアヌス帝を捕虜とした時期に、オダエナトゥスは既にシリア属州を中心としたローマ東方属州における有力者となっており、当初はシャープール1世とも交渉した形跡がある。
ウァレリアヌスの後継としてその息子ガッリエヌスが皇帝に即位したが、これに対して20名以上の皇帝僭称者が出るなど、ローマは大混乱に陥った。オダエナトゥスは皇帝僭称者の一人であるティトゥス・フルウィウス・ユニウス・クィエトゥスをエメサ（現：ホムス）に攻め滅ぼし、その後もガッリエヌスの皇帝即位を支援するべく、オダエナトゥス自らの私兵を率いてガッリエヌスに味方して戦った。そのため、ガッリエヌスから信頼を得て、東方属州の防衛を一任されるまでになった。
その生涯において、オダエナトゥスがローマ帝国から独立して王位に就くことは無かったものの、ローマ自体が北方異民族の侵入や西方属州の割拠（ガリア帝国）により危機的状態にあったため、事実上はオダエナトゥスもローマとは一線を画した半独立状態にあった。
267年、オダエナトゥスはゴート族討伐の出征前の宴席で甥マエオニウスにより暗殺された。同時に息子ヘロディアヌスも殺害された。258年に後妻として迎え入れたゼノビアが仕組んだともされるが、背後関係は不明である。なお、オダエナトゥスの死後はゼノビアが息子ウァバッラトゥスをオダエナトゥスの後継者に据えて自らが実権を握った。